# 黄金蟲
「黄金蟲」（コガネムシ）は、日本の女性アイドルユニット・HIP♡ATTACK fromアイドリング!!!の楽曲。2014年8月12日にポニーキャニオンからリリースされた1作目のシングル。楽曲は、ソングライター・SAKRAが制作した。

## 背景
日本の女性アイドルグループ・アイドリング!!!の派生ユニット「HIP♡ATTACK fromアイドリング!!!」のデビューシングル。
2014年6月7日、アイドリング!!!メンバー後藤郁の卒業公演にて、アイドリング!!!3期生・橘ゆりか、大川藍、橋本楓による新ユニット結成と、シングルデビューのアナウンスがなされた。既に楽曲の制作も進み、リリース日も確定していたが、ユニット名が未定という状態だった。後日『アイドリング!!!』に出演したプロレスラー、越中詩郎の得意技「ヒップアタック」から命名。同年6月27日、ユニット名「HIP♡ATTACK fromアイドリング!!!」と発表され、晴れて楽曲のリリースに至った。

## 制作
楽曲の制作は、アイドリング!!!の20thシングル「サマーライオン」などを手掛けたソングライター・SAKRAが担当した。
タイトルナンバー「黄金蟲」は「黄金虫(コガネムシ)」と同義語だが、複数の虫文字で構成している旧字体の「蟲」を当てる事で、「多くの人々(蟲)が光輝く(黄金)」という意味としている。その言葉には「どんな時でも明るく未来を輝かせるアイドルになりたい」という思いが込められている。

## リリース
楽曲のシングルCDは、初回盤A・B、通常盤の3形態でリリースされている。初回盤AにはDVDが、初回盤BにはBlu-ray Discが付属する。全形態の初回生産分には、それぞれの形態A・B・C(通常盤)のトレーディングカード各3種（全9種）からランダム1種の封入特典が付く。ほか、全形態の初回生産分に「イベント参加券」が1枚封入されている。
カップリング曲には、アイドリング!!!ユニット名義の曲も収録されており、初回盤Aに「SHA KA LA KA PARTY」(O-18ing!!!・18歳以上のメンバー)、初回盤Bに「よくばりポンパドール」(U-17ing!!!・17歳以下のメンバー)が提供されている。ただし収録には、当時 芸能活動休止中であった酒井瞳が参加していない。各曲の参加メンバーは以下の通りである。
| 収録曲                   | 形態    | ユニット名             | メンバー |
| ------------------------ | ------- | ---------------------- | --- |
| 「SHA KA LA KA PARTY」   | 初回盤A | アイドリングO-18ing!!! | 外岡えりか、横山ルリカ、河村唯、長野せりな、酒井瞳、朝日奈央、菊地亜美、三宅ひとみ、橘ゆりか、大川藍、倉田瑠夏、伊藤祐奈、尾島知佳、石田佳蓮、関谷真由、佐藤ミケーラ倭子 |
| 「よくばりポンパドール」 | 初回盤B | アイドリングU-17ing!!! | 橋本楓、高橋胡桃、玉川来夢、清久レイア、古橋舞悠、橋本瑠果、佐藤麗奈 |

## プロモーション
楽曲のプロモーション活動として、振付け&パフォーマンスコンテスト『「黄金蟲」踊ってみたコンテスト』がリリース前に企画された。内容は、「黄金蟲」での振付けをマスターしてパフォーマンスを競う「一緒に黄金蟲〜振付マスターコンテスト編」と、フリースタイルでのパフォーマンスを競う「みんなの黄金蟲〜オリジナル振付コンテスト編」という2部門での自作動画を一般から公募するというもので、YouTubeや『アイドリング!!!』でも応募振付けの一例が紹介された。応募通過者は、フジテレビ主催『お台場新大陸』でパフォーマンス審査が行われ、選考された優秀チーム「タップダンスラボラトリー」と、同年11月に開催した『アイドリング!!!14thライブ』公演で共演した。
楽曲のプロモーションで、以下のメディアに出演した。
TV番組
- ハピくるっ!（2014年8月13日、関西テレビ）
- BOMBER-E（2014年9月16日、メーテレ）

ラジオ番組
- うたバッカ（2014年8月14日、MBSラジオ）
- なんでも聞かせてDX（2014年8月25日、FM愛知）
- happiness!!（2014年8月27日、FM大阪）
- ナガオカ×スクランブル（2014年8月29日、CBCラジオ）
- メガコンDJのおねだりミュージック・アワー（2014年8月25日、FM愛知）
- WOW!（2014年9月9日、ZIP-FM）

## アートワーク
シングルCDのジャケット写真は、3形態のいずれも「HIP♡ATTACK」のロゴなどをイルミネーションであしらった背景となっており、楽曲のコンセプトである「キラキラ輝く」を再現している。ジャケットアートでの衣装は、本人達が運営側に直談判して、自分好みのファッションを要望した。

## ミュージック・ビデオ
楽曲のリリースに先駆けて、ショートバージョンがYouTubeで無料公開されたが、映像はアイドリング!!!グループ内では初の4K解像度で撮影されている。アートワークでの撮影場所が、そのままミュージック・ビデオの舞台にもなっており、ディスコ(クラブ)ホールのようなセットになっている。

## ライブ・パフォーマンス
発売記念イベント兼ねたミニライブが、下記の日時・場所で実施された。
- 「黄金蟲」発売記念イベント
2014年8月11日 福岡天神エルガーラ・パサージュ広場
2014年8月11日 北九州市あるあるCity B1F
2014年8月12日 マルイシティ渋谷 1F店頭プラザ特設ステージ
2014年8月13日 関西テレビ 1Fアトリウム
2014年8月13日 阪急西宮ガーデンズ 4Fスカイガーデン
2014年8月14日 エアポートウォーク名古屋 3Fイベントステージ
2014年8月16日 ベルサール原宿（握手会のみ）
2014年8月17日 ダイバーシティー東京プラザ 2Fフェスティバル広場

楽曲とカップリングの曲はリリース前から、アイドリング!!!の定期公演をはじめ、以下のイベントでライブ披露された。
- Happy Jam in Osaka vol.14（2014年7月21日、関西テレビ内なんでもアリーナ）
- お台場新大陸〜地図にないキミだけの宝島〜（2014年7月24日・8月1日、フジテレビ本社屋）
コカステージ・ライブ（2014年8月5・7・12・17日、お台場新大陸GreatSummerスタジアム）
HIP♡ATTACKダンスコンテスト「新大陸で踊ってみた」（2014年8月22日）
- 東京アイドルフェスティバル2014（2014年8月2・3日、お台場・青海特設会場）
- Kyushu Idol Summit NEXT（2014年8月11日、北九州市あるあるCity）

## メディアでの使用
楽曲は以下のメディアで使用された。
- フジテレビ系『志村座』8月度エンディングテーマ曲
- 新潟総合テレビ『スマイル スタジアム』8月度エンディングテーマ曲

## シングル収録トラック
| #  | タイトル                           | 作詞           | 作曲                       | 編曲       | 時間 |
| -- | ---------------------------------- | -------------- | -------------------------- | ---------- | ---- |
| 1. | 「黄金蟲」                         | SAKRA          | SAKRA                      | SAKRA      | 3:27 |
| 2. | 「太陽のサマサマデイズ」           | コバヤシユウジ | コバヤシユウジ、宮田リョウ | 宮田リョウ | 3:39 |
| 3. | 「SHA KA LA KA PARTY」(O-18ing!!!) | コバヤシユウジ | コバヤシユウジ             | 佐久間薫   | 3:44 |

| #  | タイトル                                | 作詞 | 作曲・編曲 |
| -- | --------------------------------------- | ---- | ---------- |
| 1. | 「黄金蟲 -Music Video- (ダイジェスト)」 |      |            |
| 2. | 「黄金蟲 -MV Dancing ver.-」            |      |            |
| 3. | 「黄金蟲のメイキング」                  |      |            |

| #  | タイトル                             | 作詞           | 作曲                       | 編曲       | 時間 |
| -- | ------------------------------------ | -------------- | -------------------------- | ---------- | ---- |
| 1. | 「黄金蟲」                           | SAKRA          | SAKRA                      | SAKRA      | 3:27 |
| 2. | 「太陽のサマサマデイズ」             | コバヤシユウジ | コバヤシユウジ、宮田リョウ | 宮田リョウ | 3:39 |
| 3. | 「よくばりポンパドール」(U-17ing!!!) | 大橋莉子       | 大橋莉子                   | 土肥真生   | 4:21 |

| #  | タイトル                                    | 作詞 | 作曲・編曲 |
| -- | ------------------------------------------- | ---- | ---------- |
| 1. | 「黄金蟲 -Music Video- (ダイジェスト)」     |      |            |
| 2. | 「黄金蟲 -MV Dancing ver.- (ダイジェスト)」 |      |            |
| 3. | 「黄金蟲のメイキング」                      |      |            |
| 4. | 「おまけの黄金蟲」                          |      |            |

| #         | タイトル                                 | 作詞           | 作曲                       | 編曲       | 時間  |
| --------- | ---------------------------------------- | -------------- | -------------------------- | ---------- | ----- |
| 1.        | 「黄金蟲」                               | SAKRA          | SAKRA                      | SAKRA      | 3:27  |
| 2.        | 「太陽のサマサマデイズ」                 | コバヤシユウジ | コバヤシユウジ、宮田リョウ | 宮田リョウ | 3:40  |
| 3.        | 「黄金蟲（Instrumental）」               |                |                            |            | 3:27  |
| 4.        | 「太陽のサマサマデイズ（Instrumental）」 |                |                            |            | 3:37  |
| 合計時間: | 合計時間:                                | 合計時間:      | 合計時間:                  | 合計時間:  | 14:12 |